# كورس دورست
كورْس دورسِت (بالإنجليزية: Dorset Cursus) هو نصب أثري ضخم يعود إلى العصر الحجري الحديث، يقع في مقاطعة دورسِت جنوب إنجلترا. يُعد الكورس أطول نصب من نوعه في بريطانيا، ويمتد لمسافة تقارب 10 كيلومترات عبر منطقة كرانيبورن تشيس.

## الوصف
يتكون كورس دورسِت من خندقين متوازيين يفصل بينهما ممر أرضي، ويُعتقد أن عرضه الأصلي كان حوالي 100 متر. تم تشييده على مراحل، ويُعتقد أنه كان له أهمية طقسية أو دينية، رغم أن وظيفته الدقيقة لا تزال غير معروفة.
تتصل نهايته الشرقية بمجموعة من تلال الدفن في وينتربورن ستون، مما يعزز الاعتقاد بأن الموقع كان مرتبطًا بالطقوس الجنائزية أو الدينية.

## الاكتشاف والدراسات
أُعيد اكتشاف الكورس في القرن العشرين باستخدام التصوير الجوي وتقنيات المسح الميداني. رغم أن جزءًا كبيرًا من الموقع قد تلاشى بفعل الزراعة الحديثة، إلا أن بعض المقاطع لا تزال مرئية بوضوح على الأرض أو عبر صور الأقمار الصناعية.

## الأهمية
يُعد كورس دورسِت مثالًا رئيسيًا على النُصُب الطقسية من العصر الحجري الحديث في بريطانيا، ويمثل شهادة على القدرات الهندسية والاجتماعية للمجتمعات الزراعية المبكرة في المنطقة.